# 龍居寺 (什邡市)
龍居寺位於四川省什邡市湔氐鄉，文物遺址年代判定為清。1991年4月16日公佈為四川省第三批文物保護單位。